# Nicolau I de Montenegro
Nicolau I (em sérvio: Никола Мирков Петровић-Његош; romaniz.: Nikola Mirkov Petrović-Njegoš; Njeguši, 7 de outubro de 1841 – Antibes, 1 de março de 1921) foi o soberano de Montenegro em duas ocasiões diferentes, primeiro de 1860 como Príncipe de Montenegro até sua proclamação como Rei de Montenegro em 1910, e depois ao assumir o trono como rei de 1910 até a abolição da monarquia em 1918.

## Biografia

### Primeiros anos

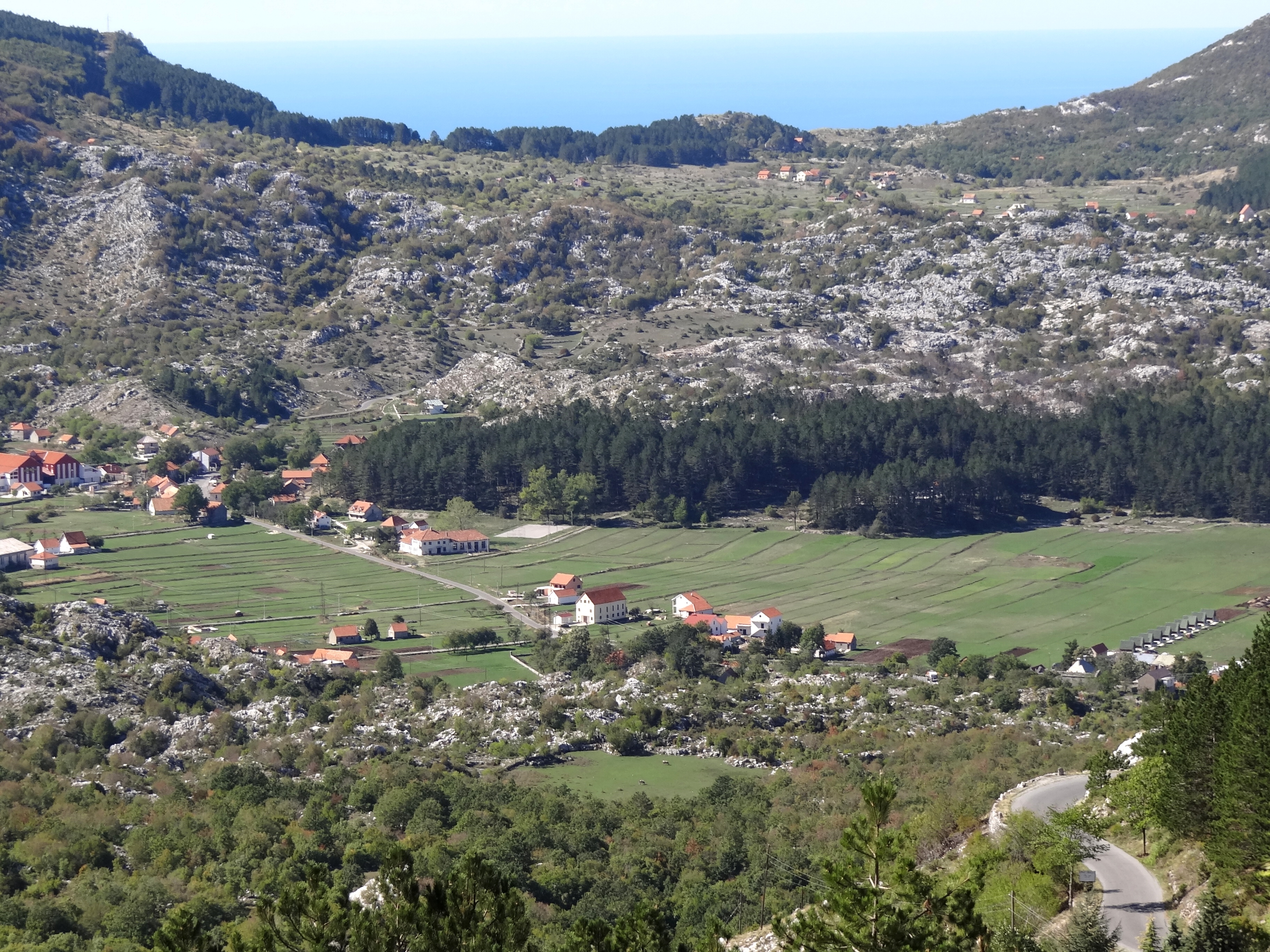
Vila Njeguši, onde Nicolau nasceu e cresceu

Nascido em 7 de outubro de 1841 em Njeguši, a antiga residência da dinastia Petrović-Njegoš, Nicolau era filho de Mirko Petrović-Njegoš, Grão-Duque de Grahovo e Anastásia Martinović. O seu pai era um destacado militar e irmão do príncipe Daniel I de Montenegro.
O grão-duque Mirko arranjou o casamento de seu filho Nicolau, com apenas 12 anos, com Milena Vukotić, com apenas 6 anos, filha do rico voivoda Petar Vukotić, um amigo próximo de Mirko, com quem lutou durante a década de 1950. Os dois amigos decidiram fortalecer a amizade casando os seus filhos. Nicolau raramente via sua futura esposa, pois passou parte de sua infância estudando entre a França e Itália sob os cuidados da princesa Darinka, esposa do príncipe Danilo e tia de Nicolau. A princesa Darinka era uma grande francófila, e, por insistência dela, o potencial sucessor de Montenegro foi enviado para estudar no Lycée Louis-le-Grand, em Paris.
Após o assassinato de Danilo em Kotor em 1860, o grão-duque Mirko recusou o trono montenegrino, então o título principesco passou para Nicolau, que ainda estava em Paris quando assumiu o título, em 13 de agosto de 1860, aos 19 anos; logo depois ele adoeceu com pneumonia e quase faleceu. Quando ele se recuperou, foi decidido que Nicolau e Milena se casariam o mais rápido possível para que Montenegro tivesse um sucessor. O pai de Milena viajou para São Petersburgo e informou o czar russo Alexandre II sobre o casamento. A cerimônia foi realizada na Igreja Vlach em Cetinje em novembro de 1860.

### Príncipe de Montenegro

Bandeira pessoal de Nicolau

Por muito tempo, os líderes montenegrinos consideraram Montenegro o último remanescente existente do Império Sérvio medieval e o centro em torno do qual o império seria reconstruído. O estabelecimento do Principado autônomo da Sérvia dentro do Império Otomano deu a Montenegro um importante aliado, mas também um rival pela primazia na luta pela libertação de outras áreas habitadas por sérvios. Montenegro estava na periferia da Península Balcânica, enquanto a Sérvia, mais rica e desenvolvida, estava no centro. Além disso, Belgrado foi uma escolha melhor para a capital do estado sérvio unido, do que a remota Cetinje.

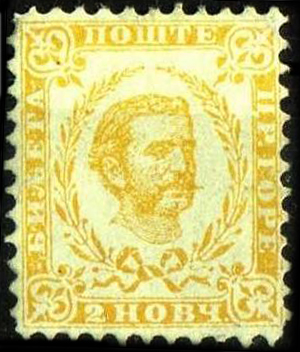
Postal de 1874 de Nicolau como Príncipe de Montenegro

Imediatamente após o príncipe Nicolau chegar ao poder, Vuk Stefanović Karadžić chegou em Cetinje, com uma mensagem do príncipe sérvio Miguel Obrenović para Montenegro, sobre atividades conjuntas de libertação contra a Turquia. Nos primeiros anos, Nicolau governou com a ajuda e cooperação de seu pai, o grão-duque Mirko. Nicolau continuou a ajudar a resistência das tribos herzegovinas, esperando que Montenegro se beneficiasse dessa revolta. Em 1862 . liderou a primeira guerra com a Turquia pela libertação da Herzegovina. A guerra foi difícil para Montenegro, porque as grandes potências não apoiavam as ambições de Nicolau. Em 1862, o exército turco, liderado por Omer Pasha Latas, infligiu uma pesada derrota militar e política aos montenegrinos. A intervenção das grandes potências (França e Rússia) impediu a conquista turca de Cetinje. Montenegro teve que aceitar a jurisdição turca sobre algumas partes de seu território. As consequências desta derrota tiveram um grande impacto na estratégia futura do Montenegro. Antes deste desastre, Nicolau apoiou a política do estado montenegrino de seu antecessor, o príncipe Danilo, mas depois ele se voltou para as políticas de Pedro I e e Pedro II de Montenegro para a criação de um novo império sérvio, e se considerava o seu legítimo sucessor imperial.
O príncipe sérvio Miguel Obrenović enviou o seu embaixador Milan Piroćanc para Montenegro procurando uma aliança entre a Sérvia e Montenegro. O príncipe Nicolau e o grão-duque Mirko exigiram cooperação militar total imediatamente, enquanto o lado sérvio queria apenas harmonizar a política de defesa, temendo a intervenção austríaca. O acordo foi concluído em 23 de setembro de 1866, apesar da oposição do grão-duque. Os dois principados concordaram em trabalhar constantemente pela libertação e unificação do povo sérvio, incitando rebeliões armadas nas áreas fronteiriças do Império Otomano. O acordo também estipulava que o príncipe montenegrino anexaria seu principado à Sérvia e reconheceria o príncipe Miguel como o governante supremo, enquanto ele seria o segundo na ordem de sucessão. Nenhum dos lados respeitou totalmente o acordo, porque os interesses dinásticos eram mais importantes para ambos governantes. Esse descumprimento do acordo provocará uma inimizade velada e duradoura entre as duas dinastias.

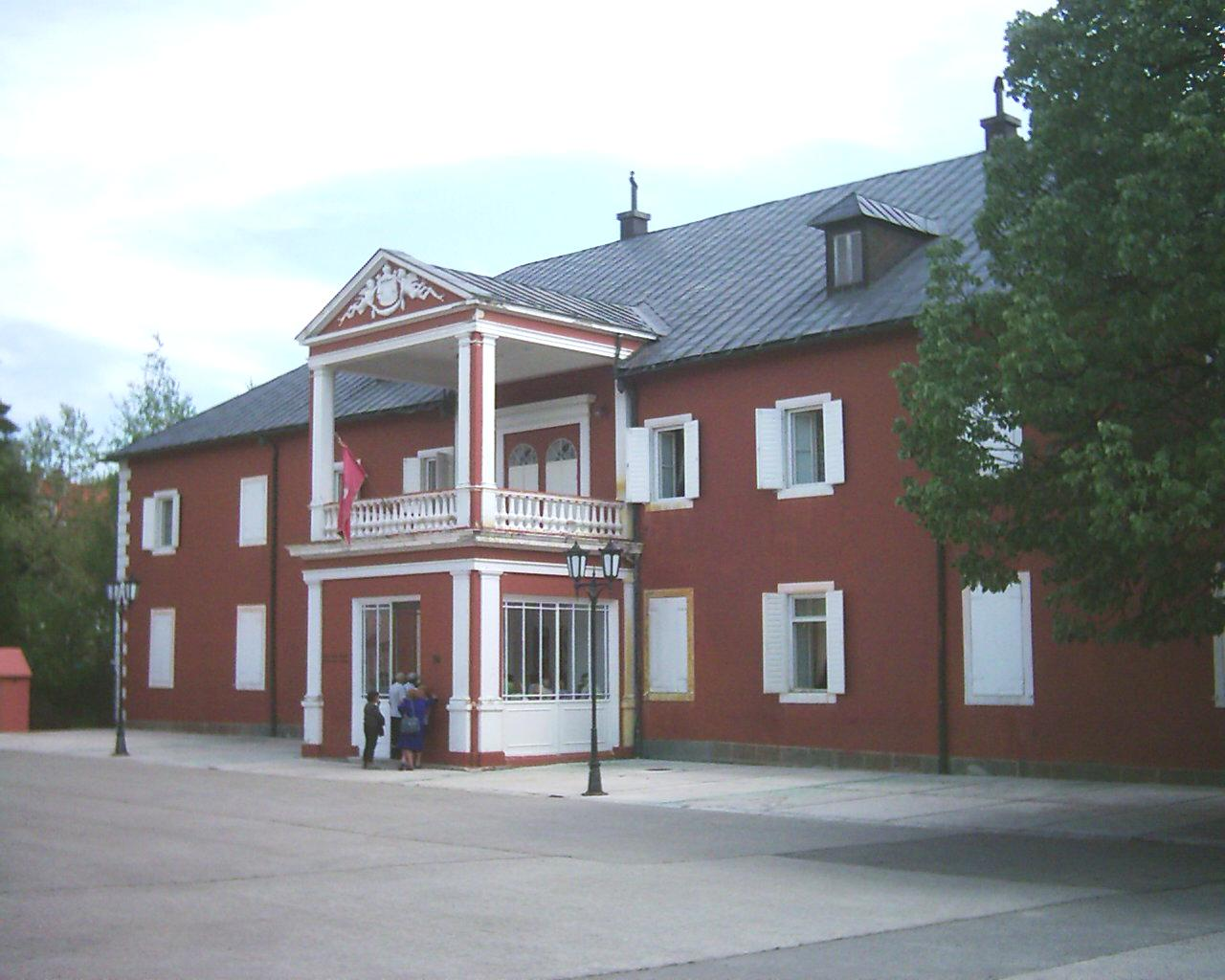
O palácio de Nicolau em Cetinje, atualmente um museu

Após a morte do príncipe sérvio em 1867, Nicolau escreveu um texto base para o hino do Principado de Montenegro Onamo, 'namo! composto por um compositor esloveno inspirado em uma canção dos combatentes de Garibaldi durante sua luta pela unificação da Itália. Onamo, 'namo! representava a luta do povo sérvio pela antiga glória do império contra o Império Otomano e o retorno de santuários de Kosovo. A canção não se tornou o hino nacional do principado devido ao seu texto excessivamente provocativo, mas tornou-se uma canção popular montenegrina.
Nesse ínterim, Nicolau I tornou-se membro da Juventude Sérvia Unida durante a sua existência entre 1866 e 1871).. Depois que a organização foi banida no Principado da Sérvia e Áustria-Hungria, o príncipe Nicolau, juntamente com Marko Miljanov, Simo Popović, Masho Vrbica e Vaso Pelagić, fundou a Sociedade para a Libertação e Unificação da Sérvia em Cetinje em 1871.

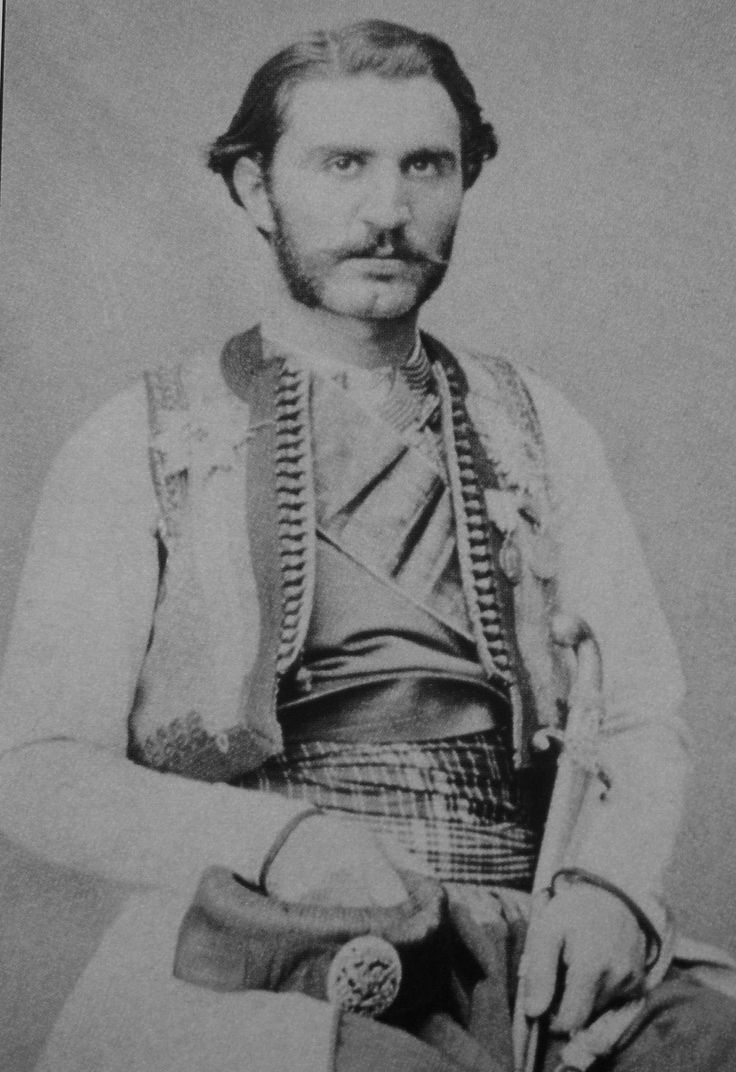
Nicolau na década de 1870

Em 1867, o príncipe Nicolau visitou o imperador francês Napoleão III em Paris e, em 1868, a Rússia, onde foi recebido com grandes honras pelo czar russo Alexandre II. Com o czar Alexandre II, fortaleceu ainda mais os laços estabelecidos com a Rússia por seus ancestrais. Ele também visitou as cortes de Berlim e Viena. Ele se tornou significativamente mais próximo da família imperial russa. Ao retornar de suas missões diplomáticas, ele começou a trabalhar ativamente na reorganização do estado. Ele organizou o exército, que era sua primeira preocupação; abriu tribunais e escolas em todo o país e fundou Danilovgrad como o primeiro assentamento planejado em Montenegro. O czar e a imperatriz russos investiram no sistema educacional de Montenegro e enviaram grandes entregas de equipamentos e munições para Cetinje.
Em 17 de outubro de 1870, Nicolau proclamou a canção Ubavoj nam Crnoj Gori como o hino oficial do Principado de Montenegro. Quando as circunstâncias permitiram, o príncipe tentava sobrepujar o pan-eslavismo, apoiado pela Rússia. Em 1871, ele aprovou a publicação do primeiro jornal montenegrino, cujo proprietário oficial era o secretário do príncipe Jovan Sundečić, e o editor-chefe era Simo Popović. Nesses jornais, Popović escreveu artigos nos quais defendia a unificação dos sérvios e atacava fortemente os impérios austro-húngaro e otomano, razão pela qual foram proibidos nesses países. A Rússia se juntou à Liga dos Três Reis ao mesmo tempo com Austro-Hungria e Alemanha. Assim, os jornais muitas vezes entraram em conflito com o príncipe Nicolau, que teve que usar táticas por motivos políticos. Portanto, em 1873, este jornal foi substituído pelo mais moderado Glas Crnogorca, que seria o mensageiro semioficial do governo montenegrino.

### Guerra Sérvio-Otomana (1876–1878)
Em 1876, juntamente com a Sérvia, com a qual o príncipe Nicolau fez aliança durante o reinado do príncipe Miguel Obrenović, Montenegro declarou guerra à Turquia pela unificação e libertação do povo sérvio, em 2 de julho de 1876, incentivado pela revolta na vizinha Herzegovina.
Os montenegrinos conquistaram várias vitórias rápidas sobre os turcos nas batalhas perto das cidades de Vučji Do, Fundina e Nikšić. Após a entrada da Rússia na guerra, a posição de Montenegro parecia tão segura, que o príncipe ordenou a tomada de tomar as cidades Bileca, Bar, Ulcinj e Podgorica, então sob domínio otomano. Com o Tratado de Santo Estêvão em março de 1878, Montenegro triplicou seu território e duplicou sua população. No entanto, as grandes potências, então presentes no Congresso de Berlim, anularam as disposições do tratado firmado. A Áustria-Hungria estava particularmente interessada em limitar o expansionismo montenegrino. No final, o território do Principado de Montenegro foi ampliado duas vezes, ganhou acesso ao Mar Adriático e sua independência foi reconhecida. Para manter o porto de Bar, o príncipe Nicolau teve que aceitar as severas exigências austro-húngaras do Artigo 29: limitar o número de navios no porto de Bar, proibir a construção de navios de guerra, permitir que a Marinha Austro-Húngara patrulhar as águas montenegrinas e pedir permissão à Austro-Hungria para construir estradas e ferrovias em áreas recém-conquistadas. Pior ainda, a Áustria-Hungria ocupou a Herzegovina, cuja anexação ao Montenegro era o objetivo do príncipe Nicolau desde que chegou ao poder.

### Governo autocrático

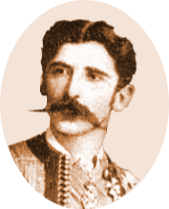
Božo Petrović-Njegoš

O príncipe era um governante autocrático. Seus principais conselheiros eram doze senadores eleitos pelo próprio príncipe, geralmente das provenientes das antigas famílias nobres. O Senado também era tinha a função de um tribunal. O príncipe Nicolau convocou uma assembleia da nobreza em Cetinje em 2 de abril de 1879, na qual foi decidido reformar a administração do estado abolindo o Senado e estabelecendo o Conselho de Estado, o Conselho de Ministros e o Grande Tribunal. O primo do príncipe, Božo Petrović-Njegoš, foi eleito o primeiro presidente do Conselho de Ministros. O príncipe nomeou membros do Conselho de Estado, que atuava como um corpo legislativo. O estado fora dividido em 12 anaias, e em capitanias e municípios. À frente da capitania estavam capitães, que tinham funções administrativas e judiciais. As medidas de centralização de Montenegro de Nicolau e seu desvio dos antigos métodos de tomada de decisão em consulta com as antigas famílias nobres alienaram o príncipe; políticos e nobres como Marko Miljanov, Jole Piletić, Peko Pavlović e Mašo Vrbica frequentemente entravam em conflito com Nicolau.
Em julho de 1878, a Liga de Prizren foi criada com o objetivo básico de impedir a transferência de Plavo e Gusinje para Montenegro. Esta parte de Montenegro permaneceu dentro das fronteiras do Império Turco pelos próximos 33 anos até a declaração oficial de guerra à Turquia em 1912.

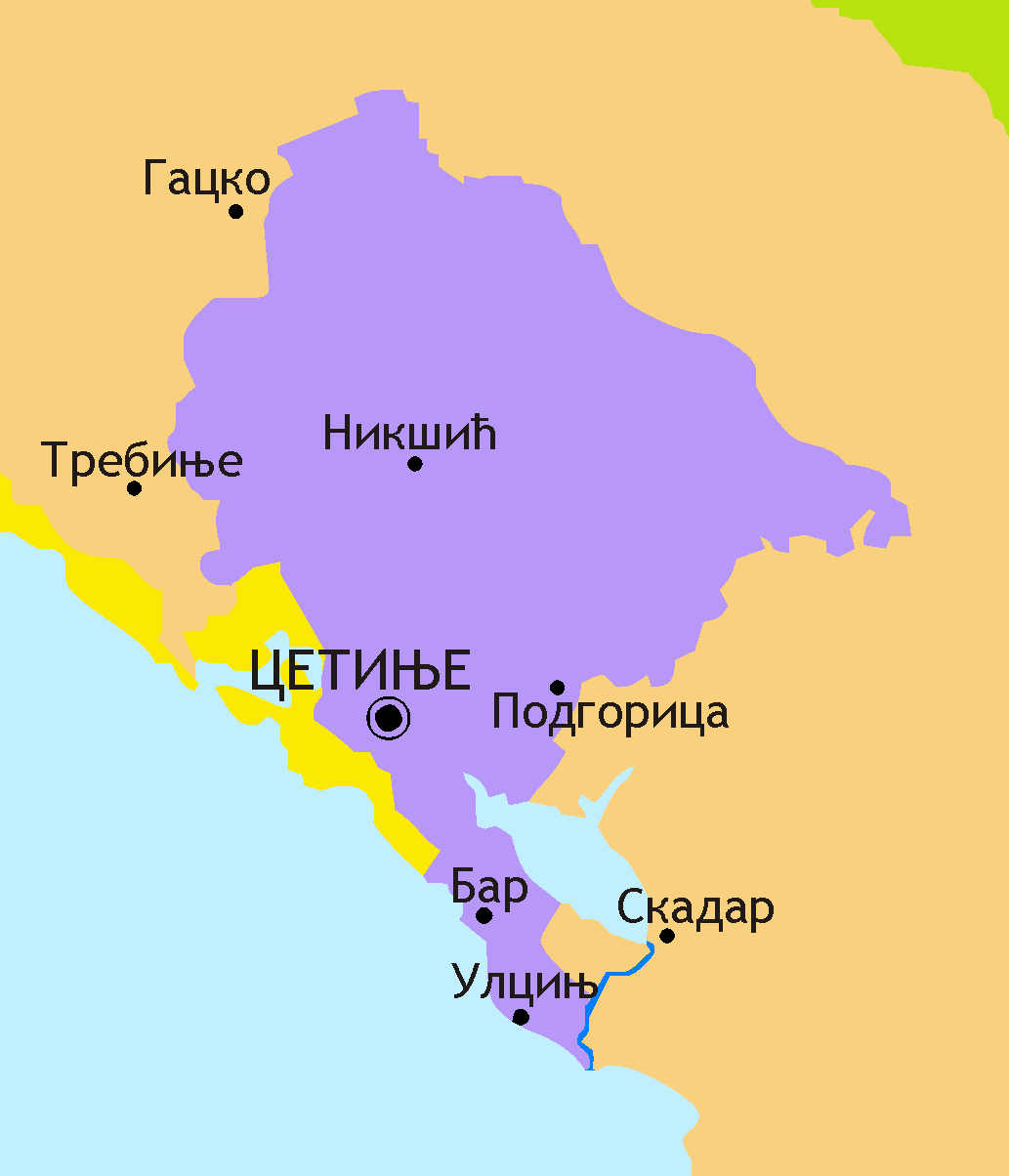
O Principado de Montenegro depois de 1881

De 1881 até as Guerras dos Balcãs, seguiu-se um longo período de paz. Cercado em três lados pela Austro-Hungria, o príncipe Nicolau pouco podia fazer usando seu tempo e esforço para elevar Montenegro ao nível de outros países europeus através da administração e do trabalho pacífico, ao qual foi elevado pelas vitórias de seu exército em tempo de guerra. O Código Geral de Propriedade de 1888 lançou as bases para o sistema legal e abriu as portas para o investimento estrangeiro. Apesar da ampliação, o problema básico do estado era que não tinha terras cultiváveis suficientes para alimentar sua população. A principal atividade foi a pecuária , e dois terços das exportações foram produtos de origem animal; cereais e têxteis foram importados. A maioria da população vivia em extrema pobreza, razão pela qual se mudou para a Sérvia ou a América. A base financeira do estado permaneceu a ajuda russa.

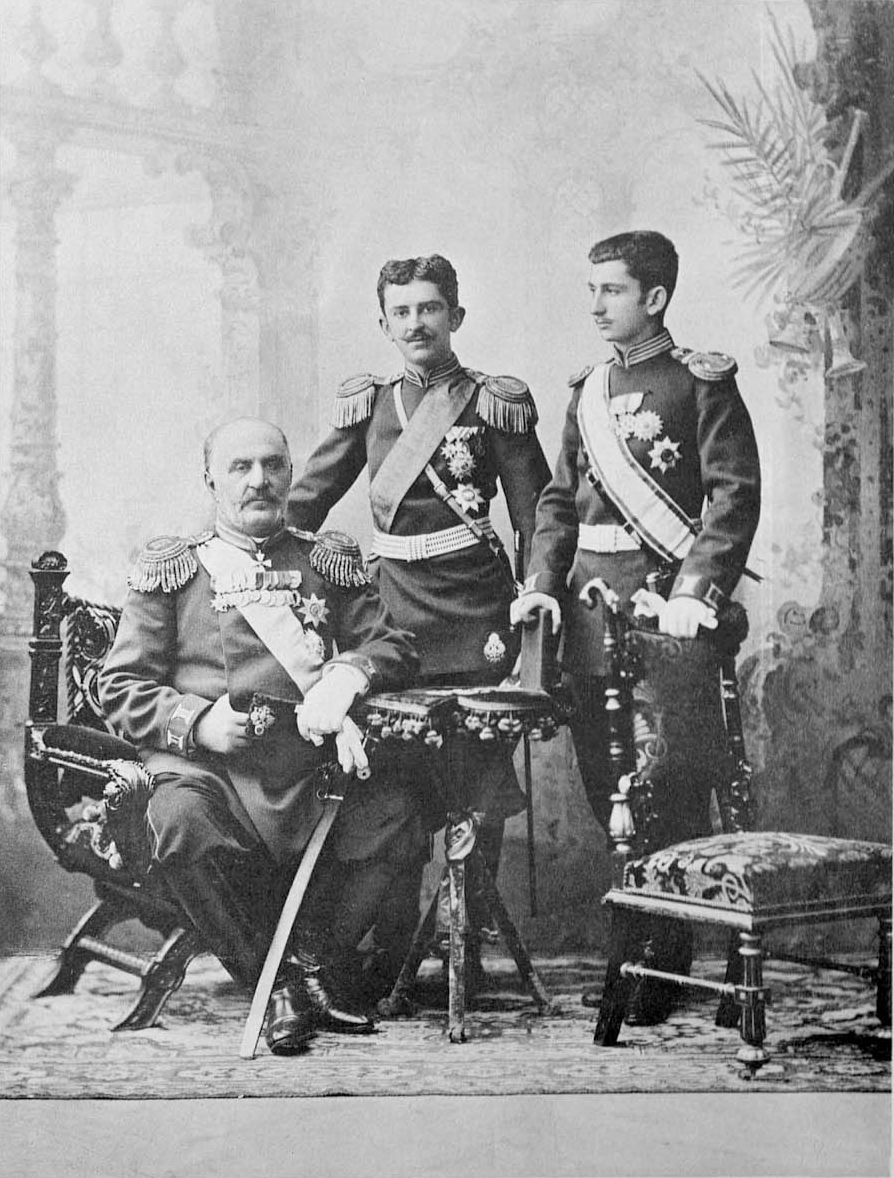
Nicolau com os filhos Daniel e Mirko como representantes de Montenegro na coroação do czar Nicolau II da Rússia. O Império Russo era o maior aliado de Montenegro

A expansão do território e o reconhecimento internacional também atraíram capital estrangeiro, primeiro austro-húngaro, e depois majoritariamente italiano, de modo que as primeiras empresas industriais se formaram no país, o que condicionou o desenvolvimento do tráfego e a ligação dos antigos e recém-liberados territórios. Sua maior preocupação era o exército, que, com a ajuda da Rússia, elevou ao nível das tarefas e necessidades modernas com armas e treinamento, e o organizou de acordo com o modelo russo.
Nicolau trabalhou em todas as direções do desenvolvimento cultural. Ele construiu escolas, construiu estradas, abriu novas cidades, emitiu leis úteis, organizou a administração do estado seduzindo ministérios e encorajou o boom econômico e comercial e a diligência geral. Proeminentes representantes científicos e culturais da Sérvia, Voivodina, Dalmácia, Bósnia e Herzegovina, que vieram e criaram em Montenegro a convite do príncipe Nicolau, contribuíram para o progresso econômico e social geral. No entanto, Montenegro ainda estava muito atrasado em relação às civilizações modernas da época. Seu árduo e longo trabalho em prol do bem nacional e estatal foi facilitado por sua forte vontade e pelo fio da poesia, que o tornou um popular poeta sérvio.
Nicolau ganhou ainda mais respeito por Montenegro por meio de seus laços familiares com famílias reais estrangeiras, o que fortaleceu muito sua reputação. Em 1883, Nicolau casou sua filha mais velha, Zorka, com o futuro rei Pedro I da Sérvia; o casal viveu em Montenegro e ali seus dois filhos nasceram. Em 1903, após o assassinato do rei e rainha da Sérvia, Nicolau consegue realizar sua ambição de ver o genro Pedro sentado no trono Sérvio. Além de Zorka, Nicolau teve outras cinco filhas, e casou todas com famosas dinastias europeias. As princesas Milica e Anastásia se casaram com grão-duques russos da dinastia Romanov. A princesa Helena se casou com o futuro rei Vítor Emanuel III da Itália, tornando-se "Rainha Consorte Itália" em 1900. Outra filha de Nicolau, a princesa Ana se casou com o príncipe Francisco José de Battenberg, aparentado com a família real britânica. Um dos três filhos de Nicolau, o príncipe Danilo, casou-se, em 27 de julho de 1899, com a duquesa Juta de Mecklemburgo-Strelitz, prima do kaiser alemão, enquanto que outro filho, Mirko se casou com Natalija Konstantinović, aparentada com a outrora inimiga dinastia sérvia. Esses casamentos contribuíram muito para a melhoria da posição internacional de Montenegro e o rei Nicolau foi apelidado de "o sogro da Europa". Uma fonte declarou que estes casamentos vantajosos "fizeram mais por Montenegro do que todos os feitos corajosos dos guerreiros desta nação."

### Rei de Montenegro

#### Antecedentes

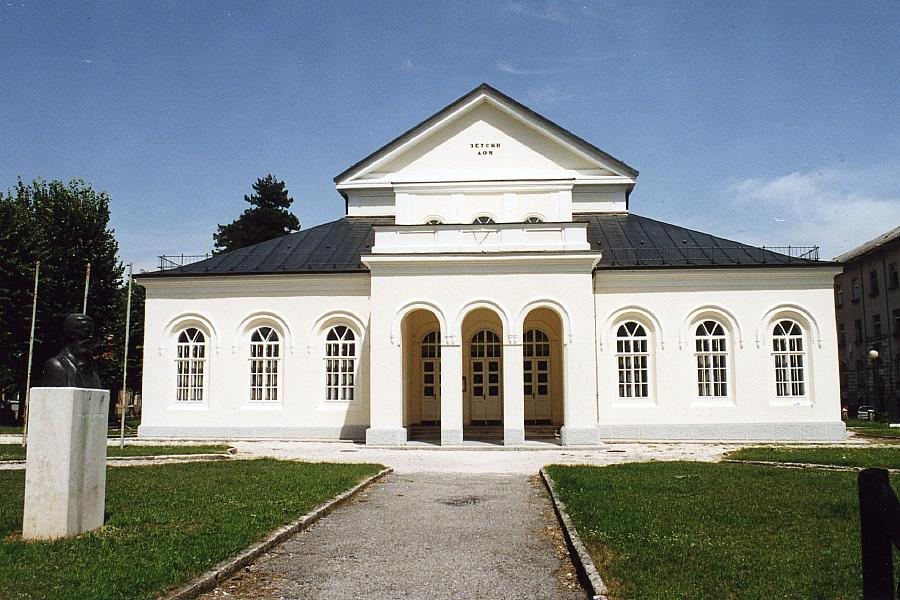
Teatro "Zetski dom", onde foi convocada a assembleia e proclamada a Constituição de Montenegro de 1905

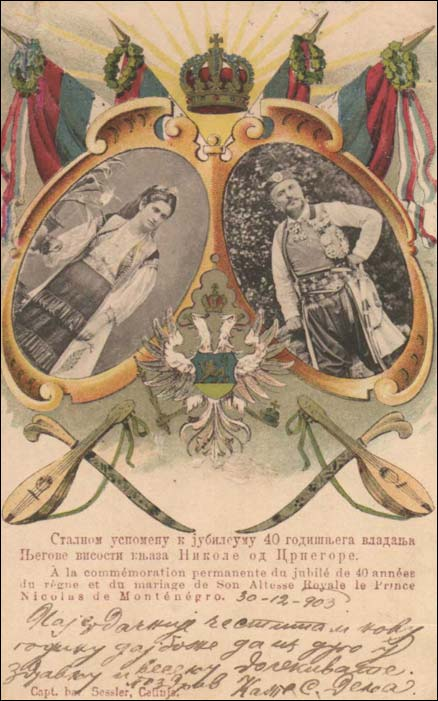
Imagem comemorativa do Jubileu do 40º aniversário do reinado do príncipe Nicolau, em 1900

Soberano de um Estado autocrático, Nicolau passou a ser visto como um obstinado empecilho por uma elite (financeira e intelectual) que era educadoa em Belgrado, na Sérvia, onde desde de o Golpe de Maio de 1903 um governo parlamentar estável tinha se instalado. Nesse ínterim, a Rússia czarista também foi forçado a adotar uma constituição em decorrência da derrota na Guerra Russo-Japonesa e da Revolução Russa de 1905. Em tais circunstâncias, o então Príncipe de Montenegro foi persuadido a adotar uma constituição, aprovada após a convocação de uma Assembleia Constituinte. Todavia, Nicolau receou em conceder demasiado poder e a primeira Constituição montenegrina deixou-lhe poder quase ilimitado; de acordo com a constituição, o príncipe tinha o direito de aprovar leis, propor leis, nomear ministros e emitir decretos. Alguns dos membros da assembleia foram nomeados pelo príncipe, e os demais foram eleitos. A Assembleia Nacional tinha o direito de discutir leis e propor orçamentos.
Nesta nova conjuntura democrática, surgem os primeiros partidos políticos, tais como o Partido Popular, o primeiro partido político em Montenegro, e o Partido do Povo Verdadeiro, popularmente conhecido como sendo de direita. Para encontrar um equilíbrio político, Nicolau propôs às duas correntes formar um governo de coalizão, que a maioria não aceitou. O príncipe dissolveu a Assembleia Nacional montenegrina, em julho de 1907, e proibiu o trabalho do Partido Popular e a publicação do jornal Narodna misao. Desta maneira, com a liberdade de imprensa ameaçada e com um príncipe cada vez mais próximo de uma direita reacionária, muitos jornalistas, acadêmicos, militares e membros da elite, como Lazar Sočica, Andrija Radović e Marko Daković, emigraram.
Em 6 de outubro de 1908, o monarca austro-húngaro Francisco José I declarou formalmente a anexação da Bósnia e Herzegovina. As relações entre Cetinje e Viena logo foram interrompidas e Nicolau apelou aos tribunais internacionais ressaltando que a anexação seria uma violação das disposições do Congresso de Berlim. Por um tempo, parecia que a crise só poderia ser resolvida pela guerra. Nesse ínterim, Nicolau aproveitou a crise da anexação e agiu para reiterar o pan-eslavismo e a união de todos os povos eslavos.
A anexação da Bósnia e Herzegovina também marcou uma reaproximação com a Sérvia, cuja relação estava desgastada desde o Golpe de Maio de 1903. Uma missão diplomática sérvia foi enviada para a corte montenegrina, sendo este o primeiro sinal tangível de melhoria das relações entre os dois países, provocada inteiramente pela política austro-húngara de anexação.

#### Proclamação como Rei de Montenegro

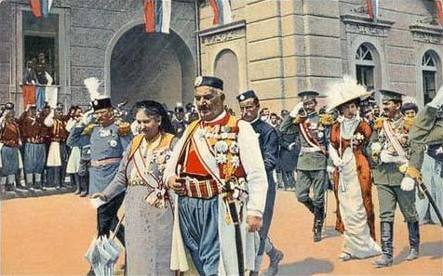
A coroação do rei Nicolau e a proclamação do Reino de Montenegro

Bandeira pessoal de Nicolau como Rei de Montenegro

Durante 1909, o então príncipe Nicolau iniciou uma série de ações diplomáticas com o objetivo de internacionalizar a questão montenegrina. Ele convidou as frotas italiana, francesa e austro-húngara para navegar para Bar. Vários oficiais dessas frotas visitaram o príncipe em Cetinje. Todos os oficiais deixaram Montenegro com a impressão de que nas comemorações que marcariam o cinquentenário reinado de Nicolau, o principado seria elevado ao status de reino. Isso foi sugerido pelo próprio Nicolau em seu discurso de Ano Novo. A questão da coroação de Nicolau como rei foi assunto de jornais sérvios e montenegrinos no início de 1910. Na maioria dos meios de comunicação sérvios, a possibilidade da coroação de do então príncipe em rei foi recebida negativamente. A dúvida era se o genro de Nicolau, o rei sérvio Pedro I, compareceria à cerimônia, o que seria um sinal de que a Sérvia reconheceria uma proclamação de Montenegro como reino. O Primeiro-ministro da Sérvia e o líder do Partido Radical do Povo, Nikola Pasic, acreditava que a coroação de Nicolau arriscaria as relações Sérvia-Montenegro, recententemente apaziguadas.

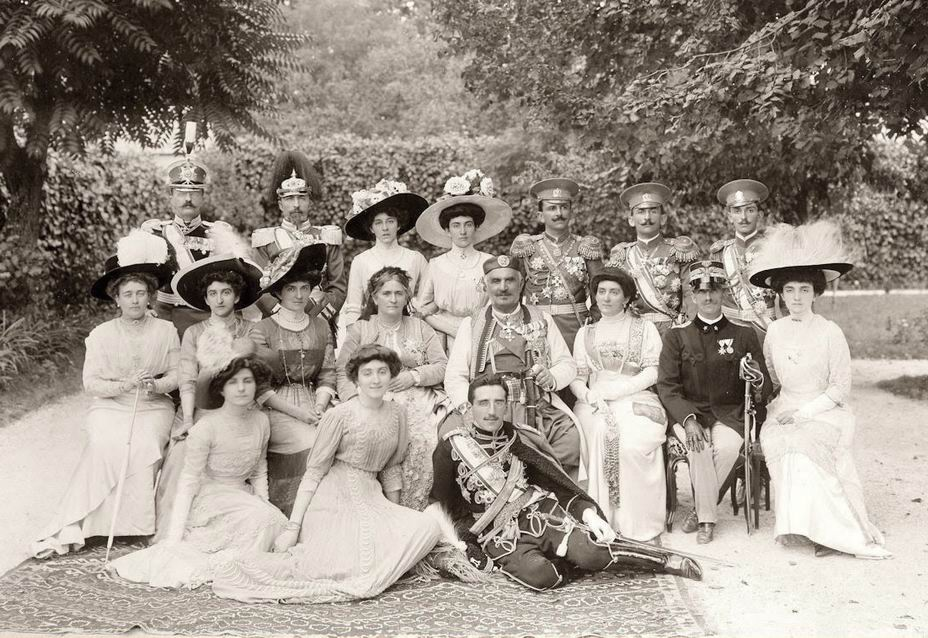
Fotografia da família de Nicolau em 1910 durante as celebrações de sua coroação como Rei de Montenegro

Finalmente, em 28 de agosto de 1910, a elevação do principado em reino e de Nicolau como "Rei de Montenegro" toma lugar. No dia anterior à celebração, Cetinje foi iluminada pela primeira vez com eletricidade. o seu genro o rei Pedro I da Sérvia, como todos já imaginavam, não compareceu a cerimônia, entretanto, os filhos deste e netos de Nicolau: a princesa Helena da Sérvia e Alexandre, Príncipe-herdeiro da Sérvia compareceram a cerimônia de proclamação do avô, mas como cidadãos privados e não representado a monarquia sérvia. Outros convidados ilustres incluíam: suas filhas Milica, Anastásia, Helena e Ana com seus respectivos maridos: os grão-duques russos Pedro Nikolaevich e Nicolau Nikolaevich, o rei Vítor Emanuel III da Itália e o príncipe Francisco José de Battenberg. O czar Fernando I da Bulgária e seu filho Bóris e o príncipe-herdeiro Constantino da Grécia também marcaram presença na cerimônia.
Ao elevar o principado em reino, Nicolau contou com a elevação do prestígio e reputação da dinastia Petrovic-Njegos, e por outro lado, melhorou a sua "trêmula" reputação internacional, devido aos confrontos com adversários políticos do absolutismo.

#### Guerras dos Balcãs

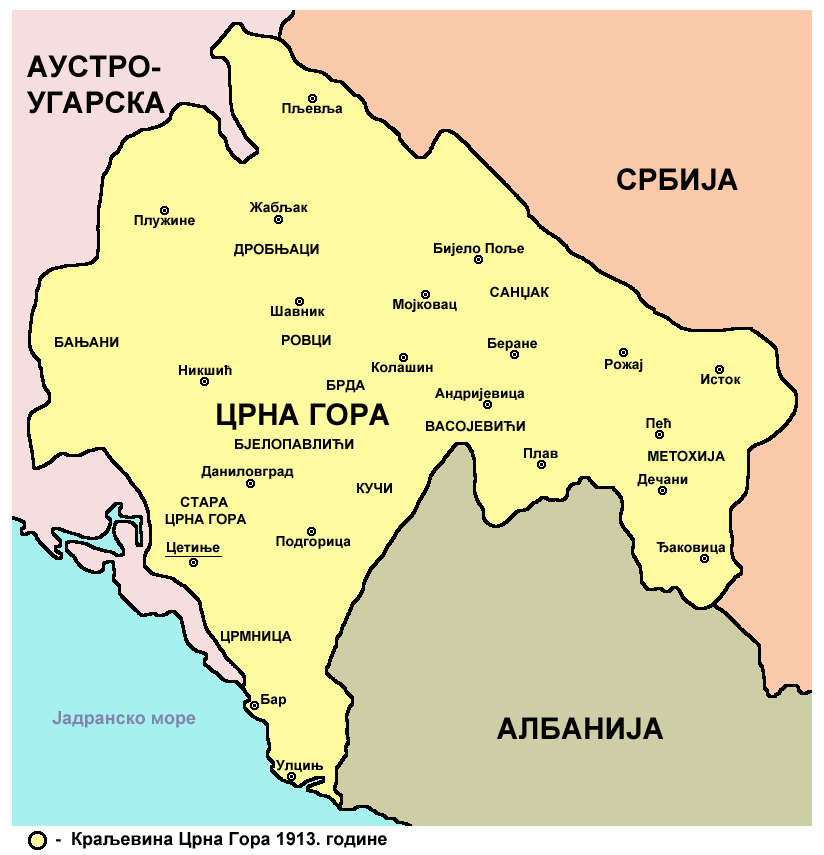
O Reino de Montenegro após as Guerras dos Balcãs

Pan-eslavista, Nicolau I estava decidido a se livrar de vez por todas da influência do Império Otomano sobre os Balcãs e durante a Questão Oriental, almejou uma coligação eslava para dar um ultimato nos otomanos na Europa. Ele se juntou em 1912 em aliança com outras monarquias cristãs ortodoxas dos Balcãs: Sérvia, Grécia e Bulgária e, até 1913, Montenegro expandiu significativamente seus territórios. Além da participação nas Guerras dos Balcãs, o exército montenegrino passou a integrar parte do exército sérvio. No mesmo ano, a Paz de Bucareste estabeleceu uma nova ordem nos Balcãs.
Entretanto, apesar dos sucessos militares de Montenegro, o reino teve que entregar um grande número de territórios, incluindo Shkodra, à recém-criada Albânia devido aos esforços da Áustria-Hungria e de outras grandes potências.
A Guerras dos Balcãs foi a principal razão para um distanciamento entre Rússia e Montenegro. O rei se ressentiu da Rússia por sua relutância em apoiar as demandas montenegrinas em relação a Shkodra, bem como a recusa da Rússia em ajudar a pagar as despesas de guerra montenegrinas. Nicolau expressou sua insatisfação com o comportamento russo ao solicitar a czarina Alexandra Feodorovna para fechar o Instituto das Meninas em Cetinje, fundado pela czarina Maria Alexandrovna, embora ele tenha elogiado o instituto quatro anos antes como um centro de cultura eslava.

#### Primeira Guerra Mundial

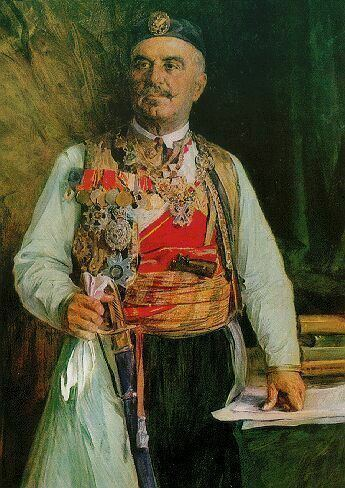
Nicolau I

Com a eclosão da Primeira Guerra Mundial, o rei Nicolau foi o primeiro a oferecer ajuda à Sérvia para repelir a Áustria-Hungria da Península Balcânica, apesar das tentativas de Viena de manter Montenegro à margem. Em 6 de agosto de 1914, o rei Nicolau em uma proclamação real acusou a Áustria-Hungria de obstruir o desenvolvimento nacional sérvio por muito tempo e trabalhar contra os interesses dos eslavos do sul.
Todavia, a participação de Montegero na Grande Guerra foi catastrófica, a distribuição e a força do exército montenegrino, bem como suas ações ofensivas, foram determinadas apenas pelo desejo do rei Nicolau, que desejava de ocupar a Baía de Kotor, no sudeste da Herzegovina e partes da Dalmácia. Os desenvolvimentos mostraram as fraquezas deste plano e os desejos irreais do rei montenegrino, que foram criticados pelos governos sérvio e russo.
Nesse ínterim, uma elite pan-eslava cansada de violações já não escondia seu forte desejo de anexar Montenegro à Sérvia. Entre os militares o sentimento era semelhante; a maioria dos oficiais de alta patente eram membros da organização Mão Negra, e seu líder Dragutin Dimitrijević tinha seus próprios planos de unificação, que incluíam matar o rei Nicolau, se necessário.
Prevendo uma eminente unificação o príncipe-herdeiro montenegrino Daniel propôs que o status de Montenegro na Grande Sérvia fosse semelhante ao status do Reino da Baviera dentro do Império Alemão, mas sem sucesso. Nesse ínterim, o emissário de Nicolau nos Estados Unidos, Jovan Matanović, já apresentava um arranjo experimental do estado iugoslavo, que consistiria na Sérvia, Montenegro e Croácia.
Liderando uma política externa independente, o rei Nicolau tentou consolidar sua posição cada vez mais precária e garantir que Montenegro, liderado por ele, estivesse em pé de igualdade com a Sérvia. Simultaneamente com a ofensiva austro-húngara-alemã-búlgara na Sérvia, começou a ofensiva austro-húngara em Montenegro.

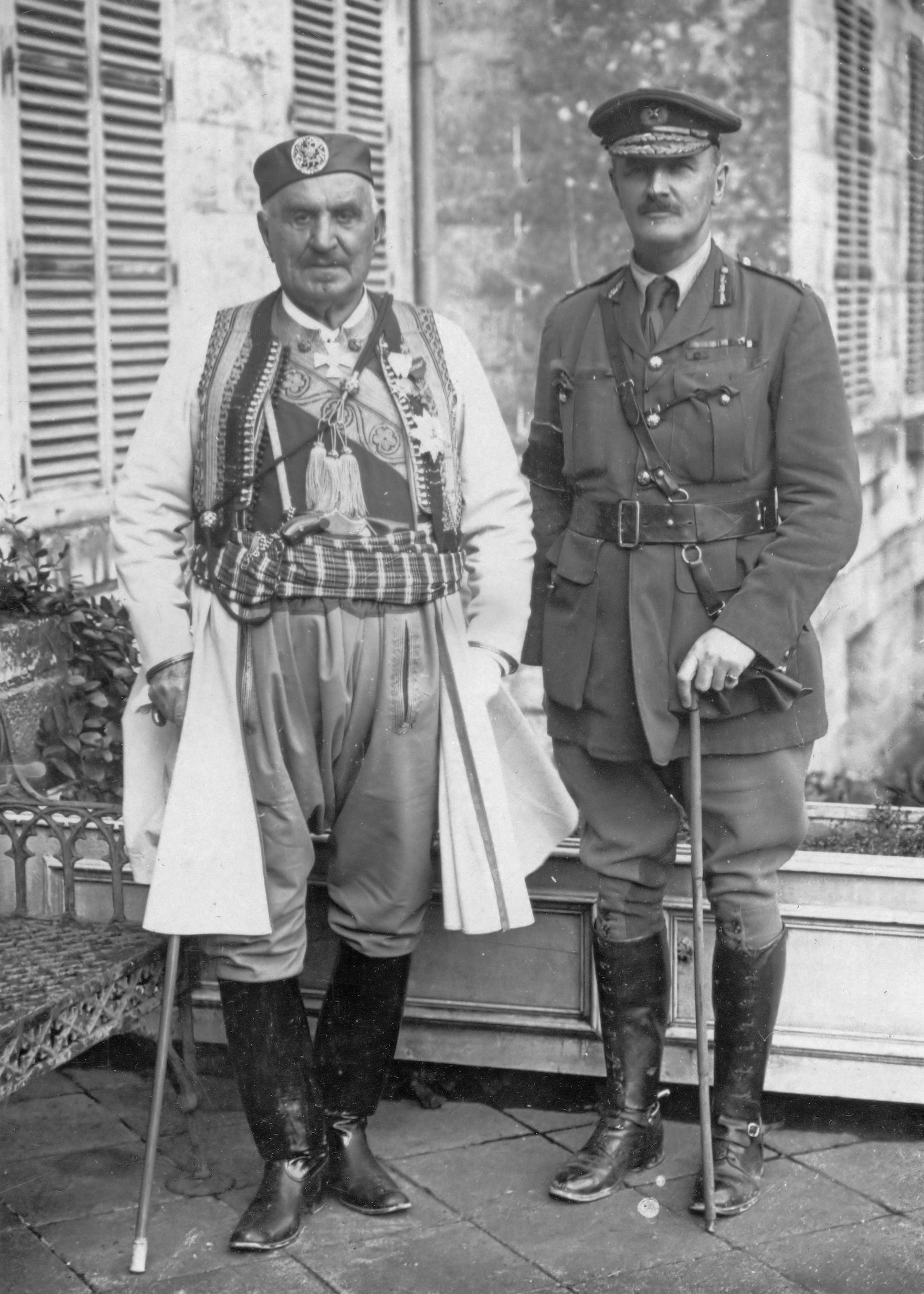
Nicolau com Sir Edmund Allenby em visita a Frente Ocidental durante a Primeira Guerra Mundial, em 1916

Em uma situação tão difícil, pela primeira vez desde o início da guerra, a Assembleia Nacional foi convocada, o que obrigou o líder do governo a renunciar. Foi decidido que Montenegro deveria seguir o exemplo da Sérvia, para ganhar tempo de retirada lutando. O rei Nicolau mal conseguiu nomear um novo governo. Em dezembro de 1915, o rei tentou negociar uma paz separada com a Áustria-Hungria, perdendo credibilidade com os Aliados.
Em 6 de janeiro, o exército austro-húngaro lançou uma ofensiva em Lovcen. Dois dias depois, as operações começaram a partir de navios de guerra do Golfo de Tivat e do Mar Adriático. Apesar da forte resistência, o Terceiro Exército Austro-Húngaro capturou Lovćen em 11 de janeiro. Um avanço tão rápido austro-húngaro deu a impressão de resistência fraca e o pânico tomou conta de Montenegro, que repercutiu mal em outras frentes. A falta de material de guerra intensificou a desordem e enfraqueceu a confiança no sucesso da resistência. O Comando Supremo montenegrino exigiu uma trégua em 11 de janeiro, mas o lado austro-húngaro exigiu a capitulação incondicional e a rendição do exército sérvio, que ainda estava em Montenegro. O rei Nicolau reiterou que sua intenção era travar uma batalha decisiva, mas como isso nunca aconteceu, surgiram suspeitas de que ele estava apenas impedindo a retirada conjunta dos exércitos montenegrino e sérvio. Apesar do desejo dos políticos de entrar em negociações, alguns comandantes militares, como Janko Vukotić, pediram uma luta ou retirada para a Albânia. Em 13 de janeiro, as forças austro-húngaras entraram em Cetinje e atravessaram a costa e cortaram a retirada do exército montenegrino em direção à Albânia, perto de Podgorica. O governo montenegrino concordou com uma capitulação incondicional em 16 de janeiro, mas se recusou a entregar as tropas sérvias ainda em Montenegro. Em 19 de janeiro, o rei deixou Montenegro e fugiu para Brindisi enquanto que seu filho o príncipe Mirko permaneceu no país. Entretanto, O exército montenegrino capitulou em 25 de janeiro de 1916, sendo este de fato o fim do estado montenegrino.

### Exílio e abolição da monarquia

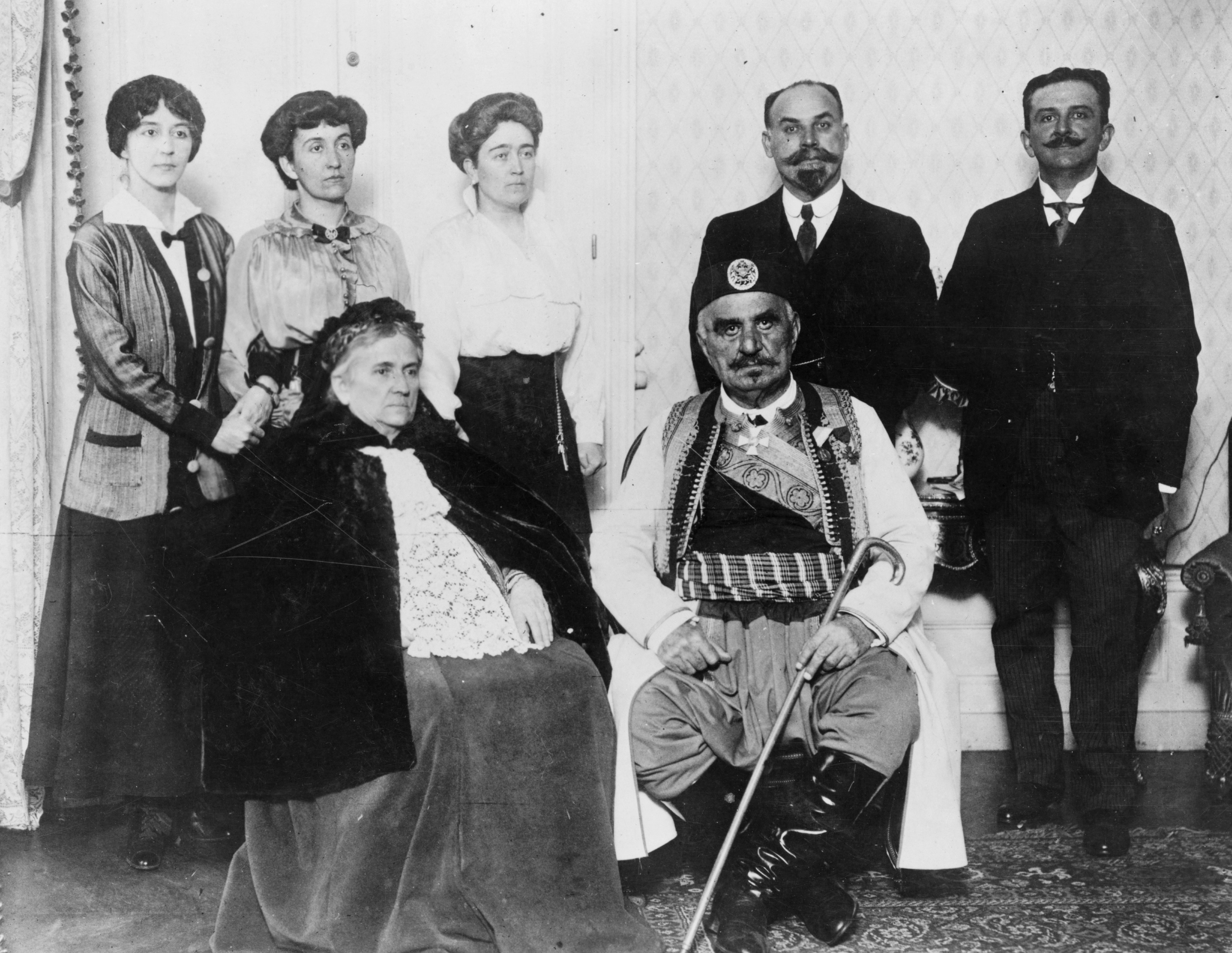
Nicolau com a família no exílio na França, em 1916

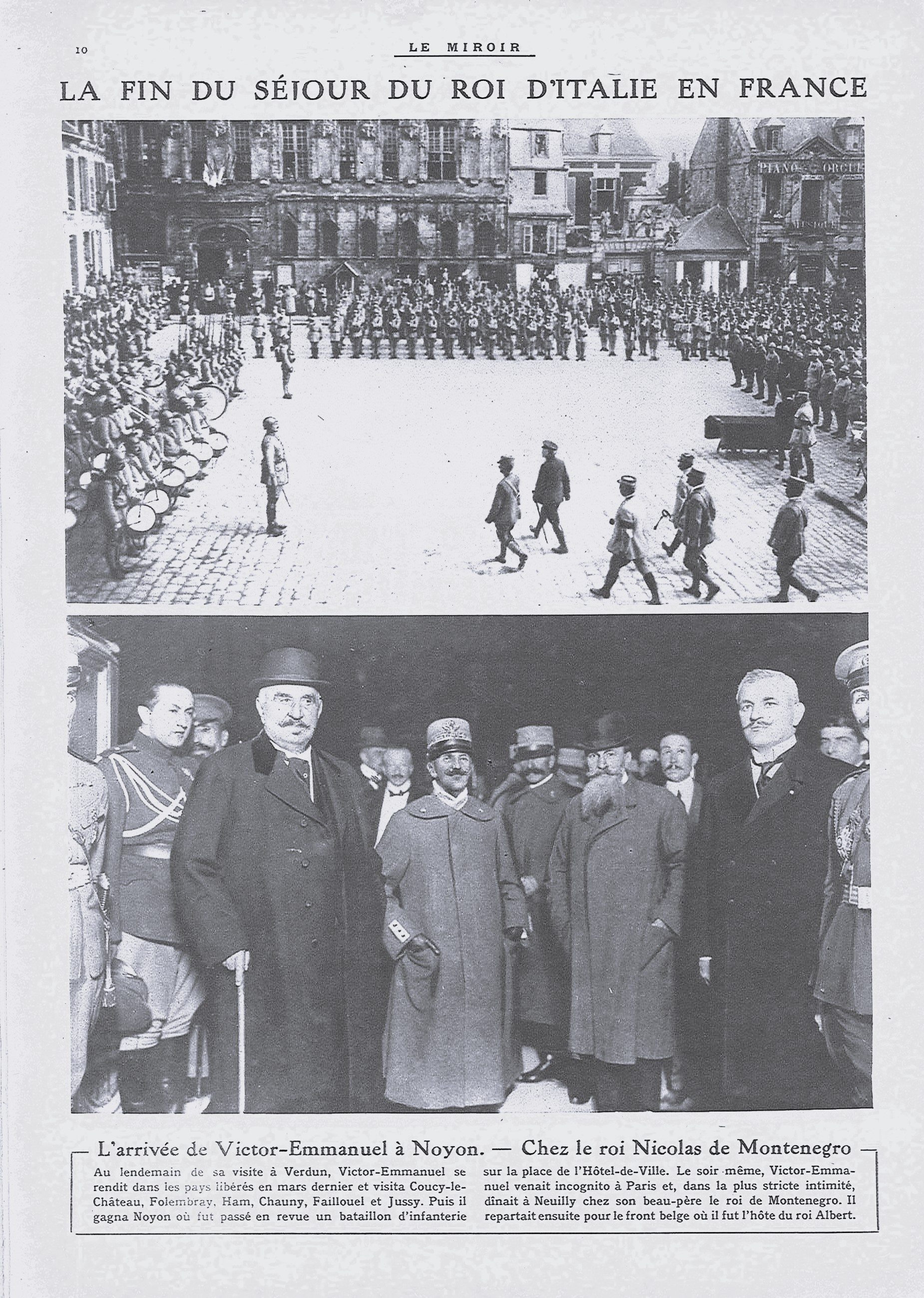
Periódico noticiando a partida de Nicolau da Itália para a França

Após o exército montenegrino se render na Primeira Guerra Mundial, o rei Nicolau, já em Brindisi, viajou da Itália para a França, para Lyon, e depois o governo francês o transferiu para Bordéus. O rei mudou-se para o subúrbio de Neji, em Paris, em maio, onde o governo montenegrino no exílio estabeleceu-se em agosto de 1916. O rei e o governo continuaram a representar Montenegro na França, mas não tinham mais seu próprio exército, ao contrário do governo sérvio.
A questão da unificação da Sérvia-Montenegro foi agravada porque ambos os governos estão agora no exílio. O rei Nicolau não aprovou a reunião de voluntários para o exército sérvio entre os emigrantes montenegrinos para a América do Sul liderados por Spiro Poznanovic em nome do governo sérvio.

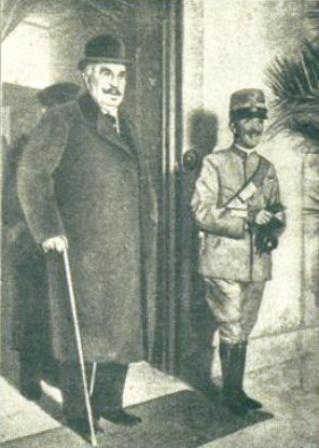
Nicolau I de Montenegro no exílio com o seu genro o rei italiano Vítor Emanuel III, em 1917

Nicolau tentou consolidar seu poder. No entanto, apenas na Itália ele encontrou apoio suficiente para seus objetivos, que se opunham ao estabelecimento do estado iugoslavo. A França, na contramão, apoiou a unificação. A posição do rei não melhorou, e a unificação de Montenegro e Sérvia tornou-se um tópico importante entre os emigrantes montenegrinos. Os emigrantes foram divididos em um número decrescente de partidários do rei e uma oposição crescente. Como resultado, tornou-se cada vez mais difícil para o rei formar um governo estável. Devido ao conflito com alguns membros da dinastia e, no final, o próprio rei, Lazar Mijušković renunciou, acusando o rei de causar problemas que impediriam a unificação. O governo foi então formado por Andrija Radović, que conseguiu melhorar a posição do rei e do governo. No entanto, foi Radović quem foi o principal defensor da visão de que o papel histórico de Montenegro havia acabado. Ele sugeriu que os membros masculinos mais velhos das dinastias Petrovic-Njegos e Karadjordjevic fossem substituídos no trono do estado unido. O rei reiterou que não era contra a unificação, mas demorou a responder a vários pedidos de seu primeiro-ministro. Devido a isso, Radović renunciou em janeiro de 1917 e foi substituído pelo brigadeiro Milo Matanović. Em nome de todo o governo, Matanović alertou o rei que já era hora de iniciar as negociações sobre a unificação e que poderia haver uma revolta entre o povo devido à hesitação de Nicolau. O rei ignorou as propostas de Matanović, então ele também renunciou. Então o rei confiou o mandato a Evgenija Popović, cônsul em Roma, que contou com o apoio italiano. O rei Nicolau conseguiu garantir a lealdade dos ministros até o final da guerra, mas ele e seus apoiadores políticos perderam toda a confiança no povo.
Nesse meio tempo, os opositores do rei fundaram o Comitê Montenegrino para a Unificação Nacional, que foi financiado pela Sérvia. O conselho era dirigido por Andrija Radović. O comitê foi mais ativo e bem sucedido do que o rei e seu governo. Até o início de 1918 . ficou claro que o rei havia perdido todos os seus aliados e perdido o favor de todas as grandes potências, exceto a Itália. O rei e o governo travaram uma guerra de propaganda contra o Comitê, acusando-os em agosto de 1918 de traição contra as ideias de Montenegro e da Iugoslávia. A acusação contra o Comitê foi assinada pelo Ministro do Interior, Niko Hajduković , em " Glas Crnogorca ". Foi a última tentativa de salvar o Montenegro independente e sua dinastia. Esta acusação contra Radović, o principal conspirador da ideia jugoslava entre os montenegrinos, foi condenada pelo Ministério dos Negócios Estrangeiros britânico. Esta acusação não foi a principal razão para o abandono aliado do rei Nicolau, mas representou sua última fase.
Nos dois meses seguintes, as Potências Centrais foram derrotadas nas frentes de Tessalônica e Ocidental. O exército sérvio assumiu o controle de Montenegro das Potências Centrais. As missões aliadas da Sérvia, Itália, França, Reino Unido e Estados Unidos têm a tarefa de ocupar temporariamente e estabelecer o controle sobre Montenegro. No início de outubro de 1918, várias iniciativas foram lançadas para formalizar a unificação quando a guerra chegou ao fim. Em 15 de outubro, o governo sérvio estabeleceu o Conselho Executivo Central para a unificação da Sérvia e Montenegro, que consistia em dois fortes defensores da unificação da Sérvia e Montenegro. A comissão decidiu realizar novas eleições em Berane a 25 de Outubro . Duas listas, verde e branca, concorreram na eleição. lista verdeeram partidários conservadores do rei Nicolau, liderados por Spiro Tomanovic, que defendia a unificação condicional. A lista branca era composta por partidários da unificação incondicional liderada por Gavrilo Dozic . Os brancos representavam o rei como inimigo da democracia, traidor do povo e dos objetivos dinásticos. As eleições foram realizadas em 19 de novembro de 1918. Os brancos venceram em todos os lugares, exceto Cetinje, enquanto em Bijelo Polje , Plav e Gusinje os comissários foram eleitos pelas comunidades locais. Os resultados eleitorais tornaram-se óbvios antes mesmo do anúncio oficial. Na última tentativa de proteger o Montenegro independente, a Itália tentou tomar Cetinjee proclamar a restauração do estado montenegrino. O ataque começou na Baía de Kotor, mas o exército italiano se retirou devido à possibilidade de guerra com a Sérvia e devido à pressão dos Aliados.

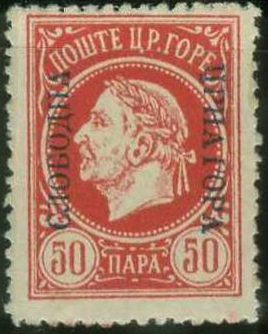
O último postal (não emitido) de Nicolau como monarca montenegrino, datado de 1916

A Grande Assembleia Nacional foi constituída em 24 de novembro de 1918 em Podgorica, e não na capital Cetinje. Em 26 de novembro de 1918, a Assembleia acusou Nicolau de traição, derrubou-o do trono do Reino de Montenegro e logo o proibiu de retornar a Montenegro. No mesmo dia, a Assembleia votou pela adesão ao Reino da Sérvia. A decisão foi tomada alguns dias depois, em 29 de novembro.
O rei deposto e seu governo em Montenegro no exílio ouviram sobre isso do serviço de inteligência francês. Nicolau rejeitou as decisões da assembleia, chamando-a de ilegal e voltou-se à Constituição de São Nicolau. Ele pediu aos montenegrinos que não aceitem a unificação. Evgenija Popovic escreveu um protesto às grandes potências. Krsto Popovic e o ex-ministro Jovan Plamenc, com o apoio dos italianos, mudaram seus objetivos para a completa independência de Montenegro e no Natal de 1919 levantaram uma revolta de Natal. A comunidade internacional se opôs à revolta, e o exército sérvio reprimiu a revolta, quebrando os cercos rebeldes de Cetinje e Niksic. A maioria dos insurgentes foi anistiada, mas alguns lideraram a resistência guerrilheira até 1926.
Durante a Conferência de Paz de Paris, o representante do rei montenegrino foi convidado a fazer um discurso no qual protestava contra a anexação, mas apenas os representantes pró-iugoslavos de Montenegro foram convidados a assinar a Paz de Versalhes. O Reino dos Sérvios, Croatas e Eslovenos foi reconhecido nesta conferência, mas a questão montenegrina ficou para ser resolvida mais tarde devido à revolta no Montenegro.

### Morte

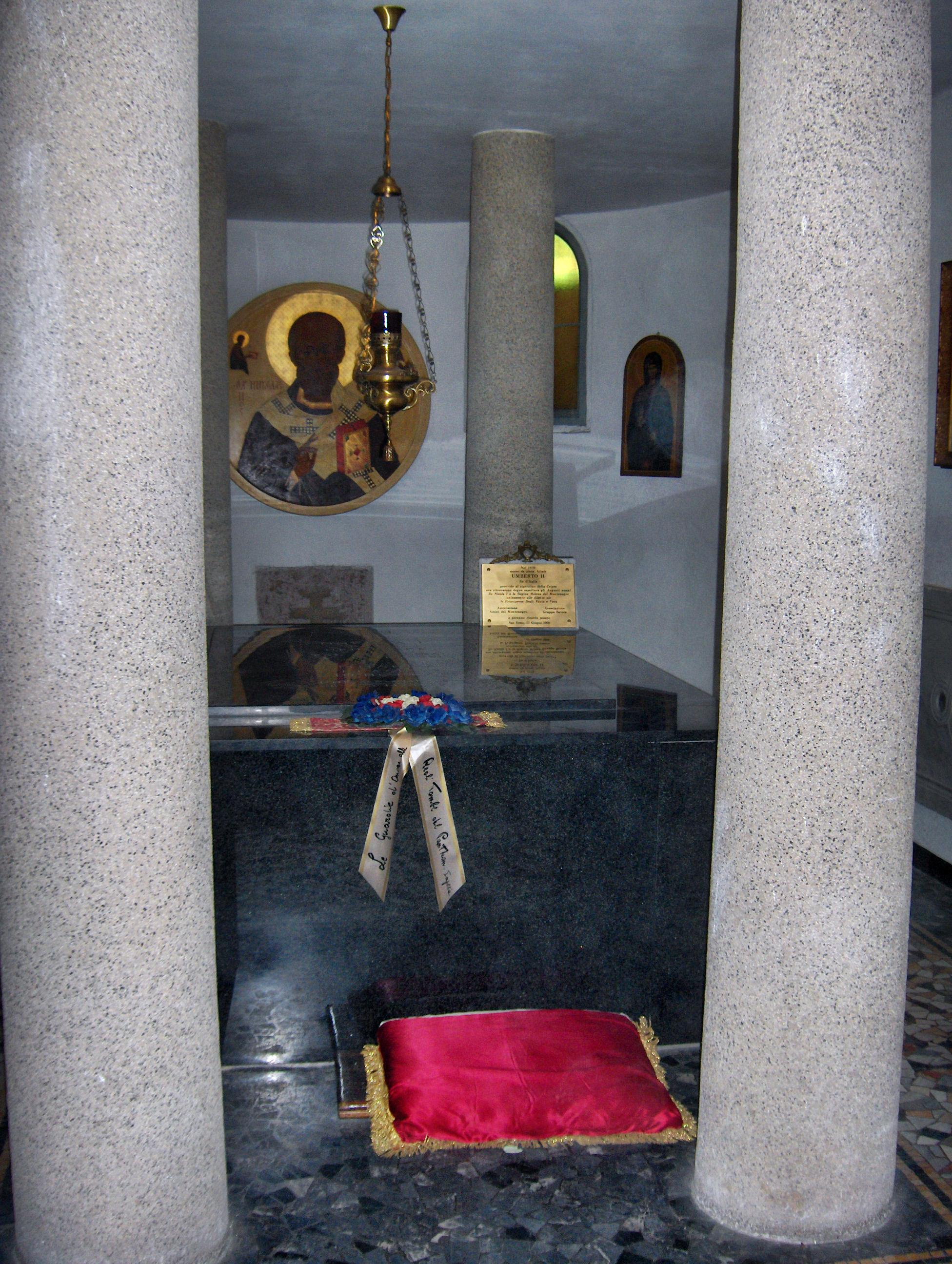
Túmulo do rei Nicolau e da rainha Milena de Montenegro

Nicolau morreu no exílio em Antibes, França, em 1921. A pedido de sua filha, a rainha Helena da Itália, foi sepultado numa igreja ortodoxa russa em Sanremo.
Após a Primeira Guerra Mundial, Montenegro uniu-se com outros países dos eslavos do sul no Reino dos Sérvios, Croatas e Eslovenos e até mesmo após a morte do rei Nicolau, a Itália da sua filha Helenea ajudou suas aspirações para a restauração do Reino de Montenegro. A Itália apoiou o governo de refugiados montenegrinos até o final de 1921, que enviou memorandos à Liga das Nações, protestando contra a "traição de Montenegro pelas forças aliadas".
Posteriormente, Helena influenciou o marido a convencer Benito Mussolini, primeiro-ministro da Itália, a criar um Reino de Montenegro independente em 1941. Em 1943 também conseguiu obter a libertação do seu sobrinho, o príncipe Miguel de Montenegro e da sua esposa Geneviève de uma prisão alemã. Miguel tinha sido preso depois de se ter recusado a tornar rei de Montenegro sob a proteção da Itália.
Somente em 1 de outubro de 1989, os restos mortais do rei Nicolau, da sua esposa a rainha Milena e das suas filhas as princesas Xenia e Vera foram transferidos da Itália e França para serem sepultados na Igreja do Palácio de Cetinje, em Montenegro com as mais altas honras de Estado.

## Representações na cultura
O rei Nicolau e o reino de Montenegro são lembrados brevemente no livro O Grande Gatsby de F. Scott Fitzgerald, onde seu personagem principal epônimo se lembra de como para suas realizações e esforços heróicos durante a Primeira Guerra Mundial e o rei confere-lhe a maior honra do Ordem do Príncipe Danilo. Gatsby apresenta devidamente a medalha para o seu convidado para examinar o que lê na legenda Montenegro, Nicolas Rex e em seu reverso: Major Jay Gatsby - For Valor Extraordinary.
O rei no filme de Maurice Chevalier, The Merry Widow (1934), é baseado em Nicolau.

## Descendência
| Nome                      | Imagem | Nascimento              | Morte                  | Observações |
| ------------------------- | ------ | ----------------------- | ---------------------- | --- |
| Zorka                     |        | 23 de dezembro de 1864  | 16 de março de 1890    | Casou-se com Pedro I da Sérvia em 1883, com descendência. |
| Milica                    |        | 26 de julho de 1866     | 5 de setembro de 1951  | Casou-se com Pedro Nikolaevich da Rússia em 1889, com descendência.                                                                                            |
| Anastásia                 |        | 4 de janeiro de 1868    | 15 de novembro de 1935 | Casou-se com Jorge Maximilianovich, 6.º Duque de Leuchtenberg em 1889, com descendência. Casou-se com Nicolau Nikolaevich da Rússia em 1907, sem descendência. |
| Maria                     |        | 29 de março de 1869     | 7 de maio de 1885      | Não se casou, morreu aos 16 anos. |
| Daniel, Príncipe Herdeiro |        | 29 de junho de 1871     | 24 de setembro de 1939 | Casou-se com Juta de Mecklemburgo-Strelitz em 1899, sem descendência.                                                                                          |
| Helena                    |        | 8 de janeiro de 1873    | 28 de novembro de 1952 | Casou-se com Vítor Emanuel III da Itália em 1896, com descendência.                                                                                            |
| Ana                       |        | 18 de agosto de 1874    | 22 de abril de 1971    | Casou-se com Francisco José de Battenberg em 1897, sem descendência.                                                                                           |
| Sofia                     |        | 2 de maio de 1876       | 14 de junho de 1876    | Morreu na infância. |
| Mirko                     |        | 17 de abril de 1879     | 2 de março de 1918     | Casou-se com Natália Konstantinović em 1902, com descendência.                                                                                                 |
| Xenia                     |        | 22 de abril de 1881     | 10 de março de 1960    | Não se casou. |
| Vera                      |        | 22 de fevereiro de 1887 | 31 de outubro de 1927  | Não se casou. |
| Pedro                     |        | 10 de outubro de 1889   | 7 de maio de 1932      | Casou-se com Violet Wegner em 1924, sem descendência. |